# Dangurli
Dangurli fou un petit estat tributari protegit del tipus zamindari, a l'esquerra del riu Wainganga al districte de Bhandara, Províncies Centrals, situat a 21° 36′ N, 80° 11′ E / 21.600°N,80.183°E. Estava format només per un poble amb una superfície de 762 hectàrees. El sobirà es reclamava de casta rajput. La població el 1881 era de 777 habitants.